# 비, 여자 그리고 에로티즘
"비, 여자 그리고 에로티즘"은 1994년에 개봉한 대한민국의 영화이다.

## 캐스팅
- 강선영
- 한영수
- 김창현
- 이정희
- 금미소
- 김남일
- 한명환
- 조영선
- 김우석
- 배문정